# جک ولپوت
جک ولپوت (انگلیسی: Jack Welpott; ۲۷ آوریل ۱۹۲۳ – ۲۴ نوامبر ۲۰۰۷) عکاس اهل ایالات متحده آمریکا بود.